# Tommy Moore
Thomas Henry Moore (* 12. September 1931 in Liverpool; † 29. September 1981 ebenda) war ein englischer Schlagzeuger, der von Mai bis Juni 1960 bei den Beatles spielte.

## Karriere
Tommy Moore arbeitete als Gabelstaplerfahrer in einer Flaschenfabrik und spielte Schlagzeug als Hobby. Laut Francisco Muschietti, einem Historiker der Beatles, kam Moore am 10. Mai 1960 in die Band. Auf Empfehlung von Allan Williams, dem damaligen (inoffiziellen) Manager der Band, wurde Moore engagiert, da sie einen Schlagzeuger für ein Vorsprechen bei Larry Parnes brauchten, der nach Support-Bands für eine Tournee in Schottland suchte.
Am Tag des Vorsprechens kam Moore zu spät zum Termin, so dass er während der ersten Songs durch Johnny Hutchinson, Schlagzeuger von The Big Three, einer anderen Gruppe, die vor Ort war, ersetzt wurde. Noch im selben Monat ging er schließlich mit John Lennon, Paul McCartney, George Harrison und Stuart Sutcliffe nach Schottland, wo sie als Begleitband für den Sänger Johnny Gentle verpflichtet waren. Während der Tournee verletzte sich Moore und verlor seine Vorderzähne, als der von Gentle gefahrene Wagen der Band einen kleinen Unfall hatte. Lennon und der schottische Organisator der Tournee holten ihn jedoch aus dem Krankenhaus zurück und bestanden darauf, dass er mit der Gruppe auftrat. Als sie nach Liverpool zurückkehrten, hatte Moore bereits beschlossen, dass er „genug von Lennon“ hatte. Als er im Juni 1960 eines Abends nicht zu einem Auftritt im  Grosvenor Ballroom in Wallasey erschien, ging der Rest der Band zu seiner Wohnung und erfuhr von seiner damaligen Freundin, dass er zu seinem festen Job in der Flaschenfabrik zurückgekehrt war. Als sie versuchten, sie vom Gegenteil zu überzeugen, soll sie die drei auf das Übelste beschimpft haben.
Die verbliebenen Silver Beetles waren gezwungen, ohne Schlagzeuger auf die Bühne zu gehen und fragten in ihrer Not das Publikum, ob jemand Schlagzeug spielen könne. Spontan sprang „Ronnie the Ted“, ein 16-jähriger Junge, der als Anführer einer „Teddy Boy Gang“ bekannt war, auf die Bühne. Ronnie hatte noch nie Schlagzeug gespielt und entsprechend schlecht war sein Spiel. Allerdings hatte niemand aus der Gruppe den Mut, den jungen Mann wieder von der Bühne zu entfernen, um auch keinen Ärger mit den anwesenden Gangs zu provozieren. John Lennon nutzte in einer Pause die Gelegenheit, Andy Williams anzurufen, der die Gruppe samt ihren Instrumenten einsammelte, bevor die Situation noch mehr eskalierte.

Moore hatte im gleichen Monat Juni noch einen weiteren Auftritt mit der Gruppe, bevor er die Gruppe endgültig verließ. In einem Interview für ein portugiesisches Musikmagazin erzählte Moore später: 

„Ich begann für die Beatles zu arbeiten, weil ich eine Zeitungsanzeige sah, in der Paul [McCartney] und George [Harrison] einen Schlagzeuger suchten. Ich trat der Gruppe bei, aber am Anfang war es ein hartes Leben. Wir bekamen eine Einladung für eine Tournee in Schottland, eine sehr anstrengende Tournee […] Ich aber brauchte etwas mehr Sicherheit. Ich gab mein Hobby, das Schlagzeugspielen, auf.“

Moore arbeitete weiterhin in der Flaschenfabrik in Garston, Liverpool. Nachdem er sich von seiner oft gewalttätigen und unter Depressionen leidenden Freundin getrennt hatte, heiratete er etwas später und wurde Vater von zwei Töchtern. Die Ehe ging jedoch auseinander und er zog nach seiner Scheidung nach Belle Vale im Südosten Liverpools und verstarb dort 1981 kurz nach seinem 50. Geburtstag an einer Hirnblutung.